# Gianni Tonelli
Gianni Tonelli (Cesena, 1º maggio 1963) è un poliziotto, sindacalista e politico italiano, segretario generale del Sindacato Autonomo di Polizia dal 29 aprile 2014 al 20 marzo 2018.

## Biografia
Nato a Cesena, vive a Imola, nella Provincia di Bologna. 
Si è laureato in giurisprudenza alla Alma Mater Studiorum - Università di Bologna. 
Ispettore Capo della Polizia di Stato in quiescenza, ha prestato servizio per 35 anni tra Bologna e Ferrara.
Muove i primi passi all'interno del Sindacato Autonomo di Polizia nel 1989 e sin da subito si mostra molto attendo ai diritti e alle difficoltà del servizio delle donne e uomini in divisa. Fonda la segreteria provinciale SAP di Ferrara ed in breve tempo diviene punto di riferimento regionale. Il 22/06/1998 viene eletto segretario nazione del SAP, la sua carriera sindacale prosegue e il 29 aprile 2014 viene eletto Segretario Generale del Sindacato Autonomo di Polizia.
Nel 2008 iscrive presso il Registro delle imprese della Romania la Immobiliare Gianni Tonelli S.r.l..
Il 24 ottobre 2015 viene premiato nell'ambito del TedX di Bologna per la sua idea di installare telecamere su ogni divisa, auto di servizio e cella di sicurezza, per tenere traccia di ogni azione compiuta dagli appartenenti alla Polizia di Stato durante le ore di servizio.
Dal 21 gennaio 2016 si sottopone ad uno sciopero della fame per 61 giorni quale forma di protesta contro la debilitazione dell'apparato della sicurezza, la repressione delle libertà costituzionali e la persecuzione dei poliziotti cittadini.
Alle elezioni politiche del 4 marzo 2018 viene eletto alla Camera dei deputati, nelle liste della Lega nella circoscrizione Emilia-Romagna.. In seguito alla sua elezione a deputato, il 20 marzo successivo, durante il congresso nazionale generale del SAP, si dimette dalla carica di Segretario generale, venendo sostituito da Stefano Paoloni, già Presidente nazionale.
Il 9 aprile 2018 è stato condannato, con decreto del G.I.P di Bologna, a 500 euro di multa per diffamazione nei confronti della sorella e dei genitori di Stefano Cucchi. Il 10 aprile 2018 i legali del Tonelli hanno presentato opposizione al decreto penale di condanna e sono tuttora in attesa della fissazione dell'udienza del relativo giudizio.
Il 14 novembre 2018 Tonelli viene eletto Segretario della Commissione Parlamentare Antimafia.
Nel 2019 si candida a sindaco di Castel Guelfo di Bologna alla guida di una lista composta da Lega per Salvini Premier e Fratelli d'Italia, ma ottiene il 32,77% dei voti, a fronte del 48,90% conseguito dallo sfidante di centrosinistra Claudio Franceschi. Viene comunque eletto consigliere comunale.
Ricandidato alle elezioni politiche del 2022, non riesce a farsi riconfermare al seggio di deputato.

## Controversie
Il 31 ottobre del 2014, dopo il verdetto d'Appello che assolveva tutti gli imputati per la morte di Stefano Cucchi, commentò la sentenza in una nota per cui Ilaria Cucchi sporse querela per diffamazione, venendo assolto poi nel 2022 dal giudice monocratico di Roma.

Nel 2021 venne condannato per diffamazione riguardo alle affermazioni del febbraio 2017 su Filippo Narducci.

Nell'aprile del 2022 venne iscritto nel registro degli indagati a causa di un post pubblicato su Facebook nel 2016 e ripostato nel 2020, al quale seguirono numerosi insulti di altri utenti contro l'esponente del PD Ilaria Baraldi.